# Vedelago
Vedelago est une commune italienne de la province de Trévise dans la région Vénétie en Italie.

## Administration
| Période                                  | Période | Identité | Étiquette | Qualité |
| ---------------------------------------- | ------- | -------- | --------- | ------- |
|                                          |         |          |           |         |
| Les données manquantes sont à compléter. |         |          |           |         |

### Hameaux
Albaredo, Barcon, Carpenedo, Casacorba, Cavasagra, Fanzolo, Fossalunga

### Communes limitrophes
Altivole, Castelfranco Veneto, Istrana, Montebelluna, Piombino Dese, Resana, Riese Pio X, Trevignano